# Megachile valdezi
Megachile valdezi là một loài Hymenoptera trong họ Megachilidae. Loài này được Cockerell mô tả khoa học năm 1916.